# Порожняя (река)
Порожняя (Загониха) — река в России, протекает по Шипуновскому району Алтайского края. Левый приток Клепечихи.
Река протекает по засушливой Алейской степи (Приобское плато) в Шипуновском районе. Исток реки расположен в между сел Артамоново и Родино. Устье реки находится в 41 км от устья Клепечихи. Длина реки составляет 15 км, площадь водосборного бассейна — 125 км². Водосбор открытый, распаханный. Река типично равнинная. В середине течения реки расположено село Порожнее.

## Данные водного реестра
По данным государственного водного реестра России относится к Верхнеобскому бассейновому округу, водохозяйственный участок реки — Алей от Гилёвского гидроузла и до устья, речной подбассейн реки — бассейны притоков (Верхней) Оби до впадения Томи. Речной бассейн реки — (Верхняя) Обь до впадения Иртыша.